# Bottyánův most (Ostřihom)
Bottyánův most (maďarsky Bottyán híd) je most v maďarském městě Ostřihom, u hranice se Slovenskem. Překonává Malý Dunaj, který odděluje ostrov Primas sziget od zbytku města. Jedná se o dopravně velmi vytížený most, hlavní pro zajištění přístupu k známějšímu mostu Márie Valérie. Je prodloužením Lőrincovy ulice v Ostřihomi.

## Historie
Dne 12. ledna 1895 podepsala Ostřihomská župa kontrakt na výstavbu mostu přes rameno Malého Dunaje v ose Lőrincovy ulice. Vzniknout měla také obě předmostí. Vše mělo vzniknout do dokončení rozestavěného mostu Márie Valérie, který spojil Ostřihom s předměstím (dnes samostatným Štúrovem na druhém břehu řeky. Základy mostu vznikly vybetonováním obou břehů. Konstrukce stavby je 41 metrů dlouhá, oblouk je vysoký 6,2 mad hladinou Malého Dunaje v centrální části a 2,3 m v části při břehu. Původně byla vozovka tvořena z impregnovaného dřeva, nicméně se zde hromadila dešťová voda. Chodníky tvořily 6 cm tlustá dubová prkna. Most se jmenoval Lőrincův do roku 1936, poté byl pojmenován podle Miklóse Horthyho.
Dne 26. prosince 1944 ustupující německé vojsko vyhodilo most do povětří. V roce 1947 byl most opraven alespoň dočasně, nicméně nová konstrukce měla nosnost pouhých 10 tun.
Nový most byl postaven z vyztuženého betonu. Do užívání byl dán dne 18. srpna 1964. Obnoven byl v roce 2004. Most plnil dlouhou dobu význam pouze lokální pro přístup pro sportoviště na zmíněném ostrově, nicméně s obnovou mostu Márie Valérie v roce 2001 doprava podstatným způsobem vzrostla.